# Reprezentacja Imperium Rosyjskiego w piłce nożnej mężczyzn
Reprezentacja Imperium Rosyjskiego w piłce nożnej (ros. Сборная Российской империи по футболу) – narodowy zespół piłkarzy nożnych, który istniał w latach 1910—1914 reprezentując carską Rosję. Uczestnik igrzysk olimpijskich 1912.

## Dzieje reprezentacji
Pierwszy, choć nieoficjalny, mecz międzypaństwowy Rosjanie rozegrali 3 października 1910. Wygrali wówczas 5–4 z reprezentacją Królestwa Czech, występującą pod nazwą Corinthians. Kilka dni później, z tym samym przeciwnikiem, wygrali 1–0.
W 1912 powstał Wszechrosyjski Związek Piłki Nożnej; w tym samym roku przyjęty do FIFA. Wtedy też postanowiono o udziale rosyjskich piłkarzy w Igrzyskach Olimpijskich w Sztokholmie. Tam Rosjanie przegrali oba mecze – z Finami 1–2 i z Niemcami aż 0–16. Ten drugi mecz został nazwany w Rosji straszliwą porażką.
W 1913 i 1914 Rosjanie rozegrali po dwa mecze z Węgrami, Norwegią i Szwecją, jednak w żadnym z nich nie udało się wygrać. W tym czasie w nieoficjalnych, towarzyskich meczach występowały też osobne reprezentacje Moskwy i Petersburga.
Na wiosnę 1915 zaplanowano mecze z Francją i Niemcami, jednak odwołano je z powodu I wojny światowej. Część piłkarzy reprezentacji zginęło w wojnie, część udała się na emigrację po rewolucji październikowej.

## Zawodnicy

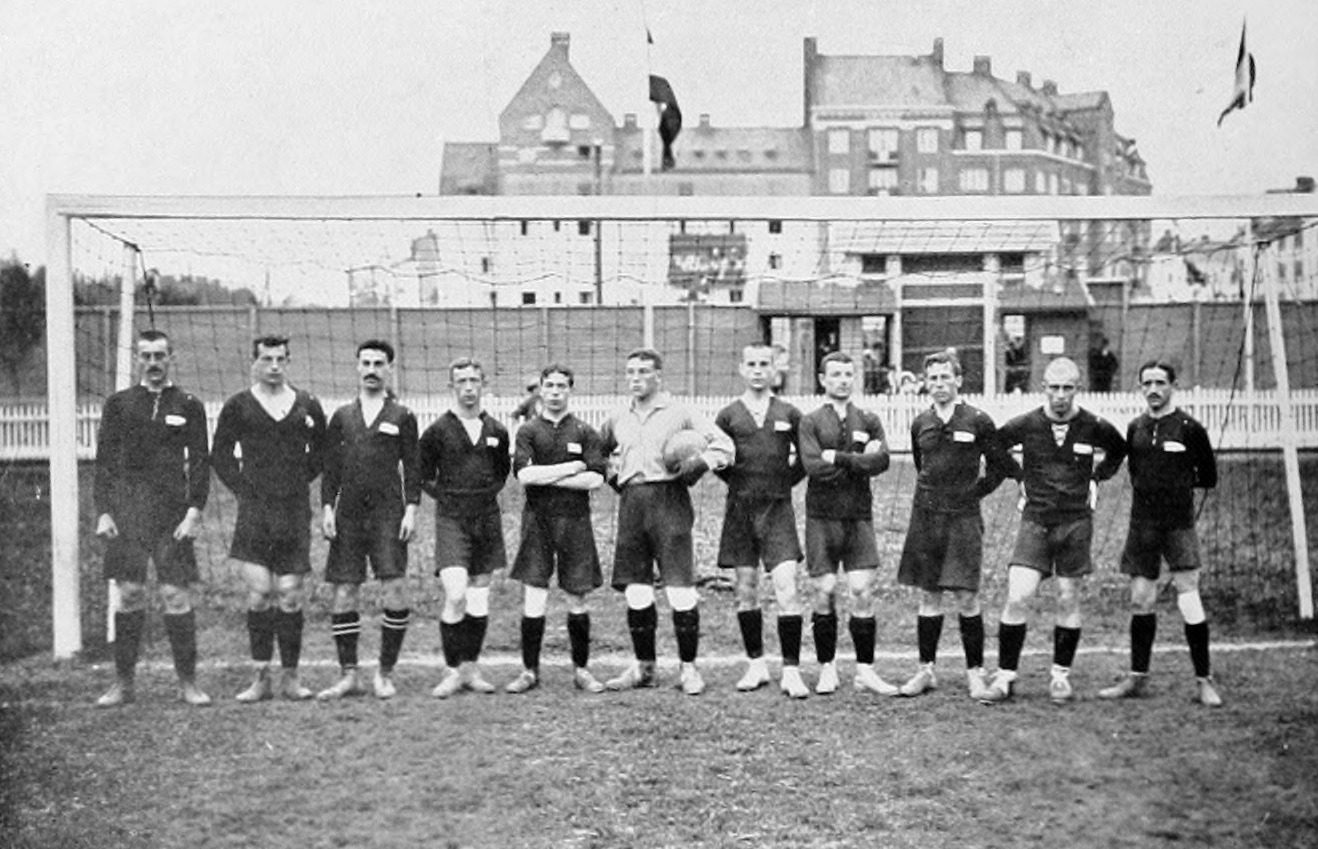

skład na Igrzyskach Olimpijskich 1912
- BR – Lew Faworski
- BR – Piotr Borejsza
- OB – Piotr Sokołow
- OB – Władimir Markow
- OB – Fiodor Rimsza
- PO – Andriej Akimow
- PO – Nikita Chromow
- PO – Nikołaj Kynin
- PO – Aleksiej Uwierskij
- PO – Michaił Jakowlew
- NA – Siergiej Filippow
- NA – Wasilij Żytariew
- NA – Wasilij Butusow
- NA – Aleksandr Filippow
- NA – Michaił Smirnow
- NA – Grigorij Nikitin
- NA – Leonid Smirnow

BR – bramkarz, OB – obrońca, PO – pomocnik, NA – napastnik.

## Trenerzy
| Trener         | Lata      | Statystyka | Statystyka | Statystyka | Statystyka | Statystyka |
| Trener         | Lata      | Mecze      | Z          | R          | P          | %          |
| -------------- | --------- | ---------- | ---------- | ---------- | ---------- | ---------- |
| Georg Duperron | 1910—1913 | 14         | 2          | 2          | 10         | 14.3%      |
| Robert Fulda   | 1914      | 2          | 0          | 2          | 0          | 0%         |

## Mecze
Reprezentacja Imperium Rosyjskiego rozegrała 16 meczów, z czego 8 oficjalnych.
| Lp. | Data                      | D/W | Przeciwnik                   | Wynik | Rozgrywki                |
| 1.  | 3?/16 października 1910   | D   | Corinthians Praha            | 5–4   | towarzyski, nieoficjalny |
| 2.  | 10?/23 października 1910  | D   | Corinthians Praha            | 1–0   | towarzyski, nieoficjalny |
| 3.  | 20 paź.?/2 listopada 1911 | D   | Anglia („English Wanderers”) | 0–14  | towarzyski, nieoficjalny |
| 4.  | 21 paź.?/3 listopada 1911 | D   | Anglia („English Wanderers”) | 0–7   | towarzyski, nieoficjalny |
| 5.  | 22 paź.?/4 listopada 1911 | D   | Anglia („English Wanderers”) | 0–11  | towarzyski, nieoficjalny |
| 6.  | 23 kwi.?/6 maja 1912      | D   | Wlk. Ks. Finlandii           | 1–1   | towarzyski, nieoficjalny |
| 7.  | 17?/30 czerwca 1912       | N   | Wlk. Ks. Finlandii           | 1–2   | Igrzyska Olimpijskie     |
| 8.  | 18 cze.?/1 lipca 1912     | N   | Niemcy                       | 0–16  | Igrzyska Olimpijskie     |
| 9.  | 20 cze.?/3 lipca 1912     | N   | Norwegia                     | 1–1   | towarzyski               |
| 10. | 29 cze.?/12 lipca 1912    | D   | Węgry                        | 0–9   | towarzyski, nieoficjalny |
| 11. | 1?/14 lipca 1912          | D   | Węgry                        | 0–12  | towarzyski, nieoficjalny |
| 12. | 16?/29 kwietnia 1913      | D   | Szwecja                      | 1–5   | towarzyski, nieoficjalny |
| 13. | 21 kwi.?/4 maja 1913      | D   | Szwecja                      | 1–4   | towarzyski               |
| 14. | 1?/14 września 1913       | D   | Norwegia                     | 1–1   | towarzyski               |
| 15. | 22 cze.?/5 lipca 1914     | W   | Szwecja                      | 2–2   | towarzyski               |
| 16. | 29 cze.?/12 lipca 1914    | W   | Norwegia                     | 1–1   | towarzyski               |